# Martin Nordeman
Martin Nordeman, född 24 juli 1636 i Nordviks by i Ångermanland, död 10 januari 1684, var en svensk matematiker och professor samt under en tid rektor för Lunds universitet.

## Uppväxt och utbildning
Nordeman föddes i Nordvik i Nora socken som son till länsmannen Olof Nordeman och hans hustru Christina Danielsdotter. Martin Nordeman var elev vid Härnösands gymnasium. Det gick bra för honom i skolan och han fick till slut bli informator till superintendenten Petrus Erici Steuchius (sedermera adlad Steuch) söner. Tillsammans med dem åkte han 1653 till Uppsala universitet. År 1655 blev han informator för krigsrådet Simon Rosenberg och 1656 fick han undervisa riksrådet Gustaf Soops brorson. I början av 1663 begav sig Soop och Nordeman på resa i utlandet och besökte bland annat Tyskland, Danmark, Frankrike, England, Holland och Italien.

## Yrkesliv
Resan kom att vara till slutet av 1667 och under det året fick Nordeman erbjudande om att få tjänsten som professor i matematik vid Lunds universitet. Då denna invigdes 1668 närvarade han och under någon tid var han även universitetets räntmästare och sekreterare. År 1682 fick han undervisa i franska och 1683 blev han även ansvarig för universitetsbiblioteket. Han var universitetets rektor vårterminen 1672 samt ånyo läsåret 1682-1683 (det första efter universitets återupprättande efter Skånska kriget).

## Giftermål
Nordeman gifte sig 30 april 1672 med Anna Catharina Ehrenborg, dotter till Jöns Michaëlsson Ehrenborg från Hovdala. Paret fick fyra barn:
1. En dotter, namnet okänt men i livet då Nordeman avled
2. Anna Christina, född 13 juni 1675, död i barndomen
3. Anna Christina, född 25 april 1680, gift 26 juni 1701 med professor Erland Lagerlöf
4. Olof, född 12  augusti 1683

Då sonen Olof föddes skall professor Anders Stobaeus ha yttrat: 
Salve primitiae Carolinae, Olave, renatae! Sis Carolinae olim Gloria prima tuae!
Hyllningen skulle bli verklighet: år 1719 adlades Olof Nordenstråle (introducerad på Riddarhuset med nr 1608) och då han avled, ogift, 21 maj 1742, var han riksråd, president i Kongl. Lag-Commissionen och kansler vid Lunds universitet.
Nordemans änka gifte 1686 om sig med en annan lundaprofessor, filosofen Johan Lundersten.